# Eleutherodactylus verruculatus
Eleutherodactylus verruculatus es una especie de anfibio anuro de la familia Eleutherodactylidae.

## Distribución geográfica
Esta especie es endémica del estado de Veracruz en México. Habita en Huatusco entre los 195 y 900 m de altitud.

## Publicación original
- Peters, 1870 : Über neue Amphibien (Hemidactylus, Urosaura, Tropidolepisma, Geophis, Uriechis, Scaphiophis, Hoplocephalus, Rana, Entomoglossus, Cystignathus, Hylodes, Arthroleptis, Phyllobates, Cophomantis) des königlichen zoologischen Museums. Monatsberichte der Koniglich Preussischen Akademie Wissenschaften zu Berlin, vol. 1870, p. 641–652[5]